# Кьичу-лакханг
Кьичу-лакханг — буддийский храм (лакханг) в окрестности города Паро в Бутане. Это один из самых старых монастырей тибетской традиции. Его основал царь Тибета Сонгцен Гампо в VII веке.
По легенде, всю территорию Тибета и Гималаев закрывала лежащая на ней гигантская демоница, мешая тем самым распространению буддизма. Чтобы её победить, царь Сонгцен Гампо приказал построить 108 монастырей, пригвоздив к земле все части её тела. 12 из них строились в соответствии с точными расчётами. В самом центре стоял храм Джоканг в Лхасе (предположительно построен в 638 году).
Далее три группы из четырёх монастырей на определённом расстоянии охватывали различные части тела. Монастырь Кьичу-лакханг входил в четвёрку самых удалённых и соответствовал подошве демоницы. Монастырь Джамбей-лакханг в Бумтанге соответствовал колену демоницы.
Считается, что два апельсиновых дерева при храме дают плоды в течение всего года.